# Bällsta FF
Bällsta FF är en fotbollsförening för tjejer och killar i Vallentuna kommun utanför Stockholm i Sverige. Föreningen bildades 1983. Bällsta FF hade 2023 mer är 700 medlemmar.

## Historik
Redan under 1960-talet spelades det fotboll i Bällstas namn med ett gäng som kallade sig Bällsta Boys. Från 1966 och framåt finns det bilder i Vallentuna kommuns arkiv när de tränade och spelade matcher på fotbollsplanen Gustavs Udde nere vid Vallentunasjön i Bällsta. Det fanns även fler lag såsom Bällsta V, Bällsta och Bällsta Knotts som spelade i slutet av 1970-talet/början på 1980-talet. 
1983 registrerade sig Bällsta FF som en ”riktig” förening. I samband med detta utlystes även en tävling för att rita Bällstas Klubbmärke. Mats Öhman, då 16 år vann tävlingen med designen som än idag pryder Bällsta FF:s spelare. I Bällsta FF fanns redan från starten både verksamhet för både flickor och pojkar. Flickor -74 rönte exempelvis stora framgångar i både S:t Erikscupen och Aroscupen. 